# Pic de l’Estanyó
Pic de l’Estanyó – szczyt górski w Pirenejach Wschodnich. Administracyjnie położony jest w Andorze, na granicy parafii Ordino i Canillo. Wznosi się na wysokość 2915 m n.p.m.
Na południowy zachód od szczytu usytuowany jest Pics de Casamanya (2742 m n.p.m.), natomiast na północnym wschodzie położony jest Pic de Serrère (2912 m n.p.m.). W pobliżu szczytu swoje źródła ma strumień Riu dels Estanys. Na południowy wschód od Pic de l’Estanyó znajduje się sztuczne jezioro Vall del Riu. 
Szczytu Pic de l’Estanyó nie należy mylić z górą Pic dels Estanyons położoną około 20 km na południe, na granicy Andory (parafia Escaldes-Engordany) z Hiszpanią (prowincja Lleida).